# Julia Klumpke
Julia Klumpke   (San Francisco, 13 d'agost de 1870 - San Francisco, 23 d'agost de 1961), sovint escrit Julia Klumpkey, va ser una violinista i compositora estatunidenca.

## Família i educació
Julia Klumpke, coneguda amb el sobrenom Lulu, va néixer a San Francisco, California, filla del pròsper agent immobiliari John Gerald Klumpke i de Dorothea Mattilda Tolle. Tenia set germans i germanes, entre ells l'astrònoma Dorothea Klumpke-Roberts, la pintora Anna Elizabeth Klumpke, i la neuròloga Augusta Déjerine-Klumpke. Tot i que les revistes i altres publicacions de la seva època sempre solien escriure el seu cognom en la forma original, avui en dia solem trobar molt sovint escrita la forma americanitzada "Klumpkey".
Klumpke va estudiar durant un any al Conservatori de Nova Anglaterra a Boston, Massachusetts, treballant amb Emil Mahr i Herman Hartmann (violí) i amb Percy Goetschius (composició). Va graduar-se el 1895 especialitzant-se en violí. Més tard va estudiar violí a l'estranger, durant la dècada del 1920, i va tenir de mestres Eugène Ysaÿe, Leopold Auer, William Henley, i Maurice Hewitt. Va estudiar la viola amb Henri Benoit, i també va rebre lliçons de composició de Nadia Boulanger i Annette Dieudonné a París.

## Carrera musical
Klumpke va fer un dels seus primers recitals a Honolulu, Hawaii, el 1908. Entre 1906 i 1910, Klumpke va impartir classes de violí al Converse College, una escola de dones a Spartanburg, Carolina del Sud, i va dirigir la Spartanburg Symphony Orchestra; va combinar aquestes dues feines amb algunes interrupcions al llarg de 1922. Durant la Primera Guerra Mundial, va viatjar durant un temps a Europa per a ajudar la seva germana Anna, que havia convertit la seva casa dels afores de Paris en un hospital per a soldats ferits.
El 1928, va fer una gira mundial. A mitjans dels 1930, Klumpke va tornar a tocar en directe a San Francisco, on va ser membre de diverses associacions musicals, incloent el Women Musicians Club i el Women's City Club (tots dos de San Francisco), la California Composers Society, i la Music Teacher's Association de Califòrnia.
Klumpke va compondre una cinquantena de peces musicals, principalment música de cambra, cançons, i música coral. Va compondre un poema simfònic dramàtic, The Twin Guardians of the Golden Gate, per a la Golden Gate International Exposition.
Va morir a San Francisco i és enterrada al Neptune Society's Columbarium, al costat del seu pare i de dues de les seves germanes. Per desig propi, es van crear unes beques, tant per a la San Francisco Symphony (per a músics de corda destacats) com per al Converse College. Els seus arxius personals i els seus manuscrits musicals es conserven a la Julia Klumpkey Collection, al Conservatori de New England.

## Obra
Obra de cambra
- Quatre pièces (Quatre Peces, 1932; per a viola i piano)
- Second Suite per a Viola i Piano (1935)
- Cançó de bressol per a Viola i Piano (1937)
- Suite per a Viola i Piano: San Francisco Bay (1951)
- Sonata no. 3 per a violí i cello
- Suite per a petita orquestra
- Primer trio per a violí, clarinet, i piano
- Second trio for violin, clarinet, and piano
- Trio for piano, violin, and cello
- Miniature string trio
- Andante for strings
- Valse fantaisiste (Whimsical Waltz)

Composicions per a corals
- "Wait on the Lord"
- "The Lord Is My Shepherd: Himne per a Quartet Mixt i Orgue"
- "He Shall Give His Angels Charge Over Thee (Psalm 91)"

Composicions per a una sola veu
- "Candle Lighting Song"
- "In Flanders Field"
- "Songs for Children"

Altres composicions
- The Twin Guardians of the Golden Gate (1939)